# Микки Маус: Мир приключений
Микки Маус: Мир приключений (англ. Mickey Mouse Mixed-Up Adventures) — американский компьютерно-анимационный детский телесериал производства Disney Television Animation. Это второй спин-офф мультсериала Клуб Микки Мауса, первый из которых «Минни Мультики». Сериал дебютировал на Disney Junior в США 15 января 2017 года.
Сериал был продлён на второй сезон 15 марта 2017 года, премьера которого состоялась 13 апреля 2018 года. Через год после этого сериал был возобновлён и переименован в «Микки Маус: Мир приключений». Третий сезон вышел в эфир 14 октября 2019 года.

## Сюжет
В этом мультсериале речь идёт о «великолепной шестёрке» персонажей Disney: Микки, Минни, Гуфи, Дональде, Дейзи и Плуто. Они гоняются вокруг своего города Тип-Топ-Хиллз и по всему миру. (Однако Плуто не участвует в гонках.) В отличие от Клуба Микки Мауса, это шоу содержит две 11-минутные истории вместо одной 22-минутной. В первой половине Билли Бигль объявляет о гонках Микки и его друзей, будь то гонка в Тип-Топ-Хиллз или в любой точке мира.
Во второй половине Минни и Дейзи работают Доброделами вместе с Куку-Локой (сюжет напоминает мультсериал «Минни Мультики»), где они помогают различным жителям Тип-Топ-Хиллз. Минни и Дейзи используют Тернстайлер, расположенный в офисе, и Преображатель, чтобы надеть одежду, связанную с их работой, чтобы помочь.
Во 2 сезоне гонщики получают машины, модифицированные Людвигом фон Дрейком для полёта.

## Релиз

### Трансляция
Микки и весёлые гонки дебютировали на Узнавайка Disney в Соединенных Штатах 15 января 2017 года. Сериал также транслировался на Disney Junior в Канаде 24 января, Disney Junior в Австралии 17 марта, Узнавайка Disney в Азии 24 марта, Узнавайка Disney в Великобритании и Ирландии 19 апреля, Узнавайка Disney в Южной Африке 22 апреля и Канале Дисней в Индии 15 мая, в России 23 сентября.

### Награды и номинации
| Год  | Награда            | Категория                                                                                | Получатели и номинанты                   | Результат | Ссылки на литературу |
| ---- | ------------------ | ---------------------------------------------------------------------------------------- | ---------------------------------------- | --------- | -------------------- |
| 2018 | Премия "Энни"      | Лучшая анимационная телевизионная / вещательная продукция для детей дошкольного возраста | Микки и весёлые гонки                    | Номинация | [ 2 ]                |
| 2018 | Дневное Время Эмми | Выдающийся монтаж звука в дошкольной анимационной программе                              | Брэд Мейер, Кейт Финан и Джеймс Синглтон | Номинация | [ 3 ]                |